# Tháng Giêng đen
Tháng Giêng đen (tiếng Azerbaijani: Qara Yanvar), cũng gọi là Thứ Bảy đen hoặc Thảm sát tháng Giêng, là một cuộc đàn áp dữ dội phong trào đòi độc lập cho Azerbaijan ở Baku trong các ngày 19 và 20 tháng 1 năm 1990, trong thời kỳ Liên Xô tan rã.
Trong một nghị quyết ngày 22 tháng 1 năm 1990, Xô viết tối cao Cộng hòa Xã hội chủ nghĩa Xô viết Azerbaijan tuyên bố rằng Nghị định của Đoàn Chủ tịch Xô Viết tối cao Liên Xô ngày 19 tháng 1 năm 1990, được dùng để áp đặt chế độ cai trị trong tình trạng khẩn cấp và dàn quân ra ở Baku, là một hành động gây hấn. Tháng Giêng đen được xem như sự hồi sinh của nước Cộng hòa Azerbaijan. Đó là một trong những trường hợp ở thời glasnost và perestroika mà Liên Xô sử dụng vũ lực chống những người bất đồng chính kiến.

## Các sự kiện
Trong tháng 12 năm 1989, những người Azerbaijan sống ở vùng giáp giới Iran đã phá tan hàng rào biên giới, đòi hỏi mối quan hệ gần gũi hơn với những người Azerbaijan thiểu số sống ở Iran. Các nhà chức trách địa phương ở Cəlilabad đã đầu hàng những người nổi loạn, chuyển giao việc cai trị cho Mặt trận Nhân dân Azerbaijan. Tiếp theo là việc chuyển giao quyền cai trị ở Lankaran cho "Mặt trận Nhân dân Azerbaijan" 2 tuần lễ sau, mà không có bạo lực.
Ngày 9.1.1990, Xô Viết tối cao Cộng hòa xã hội chủ nghĩa xô viết Armenia đã bỏ phiếu đưa vùng Nagorno-Karabakh vào trong ngân sách của mình và cho phép cư dân vùng này bỏ phiếu trong các cuộc bầu cử ở Armenia, do đó bất chấp chính quyền Liên Xô cùng thẩm quyền pháp lý của Azerbaijan, và gây ra cơn giận dữ khắp nước Azerbaijan. Việc này đã dẫn tới các cuộc biểu tình đòi lật đổ các viên chức cán bộ cộng sản Azerbaijan, kêu gọi độc lập, tách khỏi Liên Xô. Theo một báo cáo của tổ chức Theo dõi Nhân quyền thì các cuộc biểu tình biểu lộ ý chí "chống Armenia mạnh mẽ".

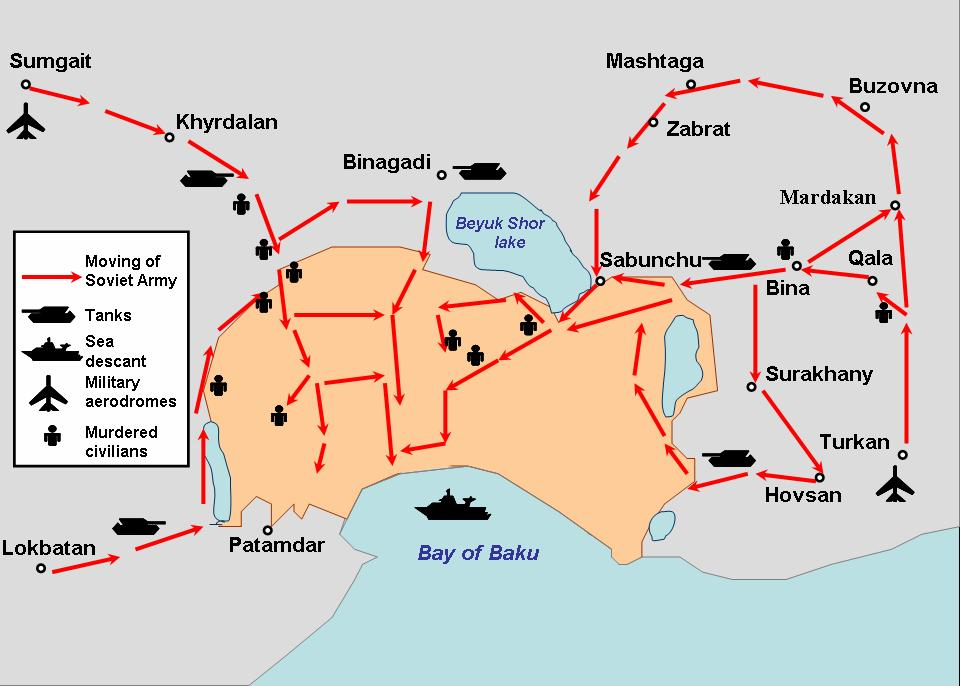
Cuộc xâm lăng của Quân đội Liên Xô ở Baku ngày 20.1.1990

Ngày 12.1.1990 Mặt trận Nhân dân đã lập ra "Ủy ban bảo vệ quốc gia" có các văn phòng ở Baku và các chi nhánh ở các nhà máy để huy động nhân dân nhằm chiến đấu chống lại người Armenia. Chính quyền địa phương Azerbaijan không thể tái lập trật tự vì tranh cãi nội bộ và chia rẽ đã làm tê liệt khả năng hành động của họ. Nhà chức trách Azerbaijan cũng ra lệnh cho 12.000 binh sĩ của Bộ Nội vụ tránh can thiệp vào các cuộc bạo loạn ở Baku.Nhiều đơn vị quân đội Liên Xô và hạm đội đồn trú ở Baku cùng tiểu hạm đội Caspi cũng đã không can thiệp để ngăn chặn các cuộc bạo loạn, nói rằng họ không nhận được lệnh từ nhà chức trách Moskva.
Ngày 13.1.1990, một cuộc bạo loạn cướp phá (pogrom) lớn chống người Armenia ở Baku bắt đầu nổ ra, làm chết 90 người, trong khi hàng ngàn người khác phải chạy trốn hoặc được quân đội Liên Xô di tản đi nơi khác.
Ngày 15.1.1990, chính quyền tuyên bố tình trạng khẩn cấp ở các vùng khác của Azerbaijan (nhưng không ở Baku), và hoạt động bạo loạn cướp phá bắt đầu giảm dần. Cùng lúc đó, do lo sợ một sự can thiệp của chính quyền trung ương Liên Xô, các nhà hoạt động Mặt trận Nhân dân bắt đầu tiến hành một cuộc phong tỏa các doanh trại quân đội. Trên thực tế, họ đã nắm quyền kiểm soát nhiều vùng của Azerbaijan.
Ngày 18.1.1990, Mặt trận Nhân dân ra lệnh cho các ủng hộ viên đặt chướng ngại vật ở các đường chính đi vào Baku bằng cách sử dụng hàng trăm xe ô tô, xe tải và xe buýt. Ngày hôm sau, chính quyền Liên Xô đã di tản các đại diện của mình cùng các quan chức địa phương vào các sở chỉ huy quân sự ở vùng ngoại ô của thành phố, nơi Bộ trưởng bộ Quốc phòng Liên Xô Dmitry Yazov và Bộ trưởng bộ Nội vụ Vadim Bakatin đã có mặt.
Khuya đêm 19.1.1990, sau khi lực lượng đặc biệt Liên Xô cho nổ tung đài truyền hình trung ương và cúp các đường dây liên lạc điện thoại và vô tuyến, thì 26.000 quân Liên Xô phá nát các chướng ngại vật tiến vào Baku, để dẹp tan Mặt trận Nhân dân Azerbaijan. Theo như Mikhail Sergeyevich Gorbachyov tuyên bố, thì những tay súng của Mặt trận Nhân dân Azerbaijan đã bắn vào các người lính Liên Xô; tuy nhiên, theo phát hiện của tổ chức phi chính phủ "Shield" (Lá chắn) ở Moskva thì không tìm thấy bằng chứng về "các chiến binh vũ trang của Mặt trận Nhân dân Azerbaijan", điều đã được sử dụng như là lý do để đàn áp dân chúng vào ngày 20.1.1990.
Tổ chức độc lập phi chính phủ "Shield" - gồm một nhóm luật sư và sĩ quan trừ bị, quan sát những vi phạm nhân quyền trong quân đội và ở những cuộc hành quân - đã kết luận rằng quân đội (Liên Xô) đã tiến hành một cuộc chiến tranh đối với thường dân của mình, và yêu cầu mở một cuộc điều tra hình sự đối với Bộ trưởng bộ Quốc phòng Dmitry Yazov, người đã đích thân chỉ huy cuộc hành quân này. Những viên chức bộ Nội vụ Azerbaijan đã giúp các nhà hoạt động của Mặt trận Nhân dân trong việc gây mất trật tự bằng cách cung cấp cho họ vũ khí, các phương tiện kỹ thuật, và báo tin cho họ biết hoạt động của các đơn vị quân đội.
Tuyên bố của Đoàn Chủ tịch Xô Viết tối cao Liên Xô, do Tổng thống Mikhail Sergeyevich Gorbachyov ký tên cho thấy trong quá trình lao vào tấn công ồ ạt, quân đội đã tấn công những người biểu tình, bắn vào đám đông. Việc nổ súng vẫn tiếp tục trong 3 ngày. Quân đội đã hành động theo tình trạng khẩn cấp, được duy trì tiếp tục trong hơn 4 tháng sau đó. Tuy nhiên, tình trạng khẩn cấp chỉ được báo cho công chúng Azerbaijan biết vài giờ  sau khi cuộc tấn công đã bắt đầu, khi nhiều thường dân đã nằm chết hoặc bị thương trên các đường phố, các bệnh viện hay nhà xác ở Baku.
Hầu như toàn bộ dân Baku đã tập hợp để chôn cất các người chết tới ngày 22 tháng 1 năm 1990, ba ngày sau vụ tấn công. 40 ngày tiếp theo, đất nước ngưng làm việc như một dấu hiệu để tang và phản đối của quần chúng nhân dân.

## Tình trạng khẩn cấp
Tổng thống Gorbachev và các quan chức khác đã khẳng định là cần phải chặn những cuộc tàn sát và bạo lực đối với người dân Armenia và ngăn chặn các nỗ lực của những kẻ cực đoan nhằm lật đổ chính phủ Azerbaijan. Nghị định của chính phủ viết: "Các nhóm cực đoan đang tổ chức phá rối trật tự hàng loạt, thổi bùng lòng thù địch dân tộc. Chúng đã phạm những hành vi tội phạm táo bạo, đặt mìn phá cầu, đường, bắn phá các khu định cư, bắt giữ các con tin".
Bộ trưởng bộ Quốc phòng Yazov cũng nói là những người theo chủ nghĩa dân tộc đã âm mưu một cuộc đảo chính ở Azerbaijan: "Một cuộc họp đã được dự trù, trong đó có đề xuất công bố việc chuyển giao quyền lực vào tay Mặt trận Nhân dân". Ông lưu ý "Mặt trận Nhân dân" đã tự tuyên bố tình trạng khẩn cấp ở Baku như thế nào trước khi hành động, và các cơ quan nhà nước Xô viết "đã không còn kiểm soát tình hình như thế nào".

### Số tử vong
Theo báo cáo, thì 93 người Azerbaijan và 29 binh sĩ Liên Xô bị giết trong các cuộc đụng độ trên đường phố. Các báo cáo khác cho biết 21 binh sĩ Liên Xô bị giết và 90 người khác bị thương trong cuộc đụng độ đó. Tuy nhiên, những người lính nói trên bị chết như thế nào thì vẫn còn là vấn đề đang tranh cãi. Số binh sĩ tử vong được chính quyền Liên Xô tuyên bố là do lực lượng kháng chiến vũ trang gây ra, mặc dù một số binh sĩ này có thể đã là nạn nhân của hỏa lực từ chính đồng đội họ bắn ra.
Hơn 130 người chết vì vết thương họ bị trong đêm đó và trong các cuộc đối đầu dữ dội tiếp theo kéo dài tới tháng Hai; phần lớn trong số này là thường dân bị binh lính Liên Xô giết. Hơn 700 dân thường dân khác bị thương. Hàng trăm người đã bị bắt giữ, nhưng chỉ có ít người trong số họ được đưa ra xét xử về tội phạm hình sự. Tự do dân sự đã bị cắt giảm.
Tuyên bố của chủ tịch Đoàn Xô Viết tối cao Cộng hòa xã hội chủ nghĩa Xô viết Azerbaijan E. Gafarova ngày 21 tháng 1 năm 1990 thì nói: "Những người Azerbaijan sẽ không bao giờ tha thứ cho bất cứ ai về cái chết bi thảm của những con trai con gái của họ..."
Trong một diễn văn ngày 27.4.1995 ở Istambul, Thổ Nhĩ Kỳ, ông Gorbachev nói: "Việc tuyên bố tình trạng khẩn cấp ở Baku và gửi quân đội vào thành phố này là một lỗi lầm lớn nhất trong đời sống chính trị của tôi…"
Bộ trưởng bộ Quốc phòng Liên Xô thời đó, Dimitri Yazov, nói rằng việc sử dụng lực lượng quân sự ở Baku là nhằm để ngăn chặn việc tiếp quản trên thực tế chính phủ Azerbaijan của phe đối lập không Cộng sản, để ngăn chặn chiến thắng của họ trong các cuộc bầu cử tự do sắp tới (dự kiến tổ chức vào tháng 3 năm 1990), để tiêu diệt họ như là một lực lượng chính trị, và để đảm bảo rằng Chính phủ cộng sản vẫn nắm quyền.
Việc vi phạm thô bạo nhân quyền và việc giết người hàng loạt ở Azerbaijan đã ít gây ra phản ứng của các cường quốc phương Tây. Chế độ của Mikhail Gorbachev đã được ủng hộ mạnh mẽ để chống lại "các băng đảng có vũ trang mạnh của bọn côn đồ và những kẻ buôn bán ma túy".
Việc sử dụng vũ lực tàn bạo ở Azerbaijan tạo ra một phản lực. Nó đã phá mất các cơ hội duy trì đế chế khỏi bị sụp đổ, và đã làm sống lại phong trào dân tộc giành độc lập.
Các ước tính khác cho thấy là từ 133 tới 137 thường dân bị chết, còn số không chính thức là tới 300 người. Có tới 800 người bị thương tật và 5 người mất tích. Cộng thêm 26 người bị giết ở các vùng Neftchala và Lankaran của Azerbaijan.

## Việc loan tin

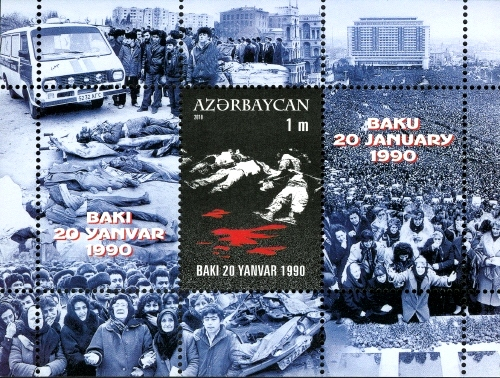
Tem thư Azerbaijan với các hình tháng Giêng đen

Trong cuộc đàn áp tháng Giêng đen, chính quyền Liên Xô đã dập tắt mọi nỗ lực nhằm phổ biến tin tức từ Azerbaijan cho cư dân địa phương và cộng đồng quốc tế. Vào tối hôm trước cuộc xâm lược quân sự của Liên Xô vào Baku, một trong những nhà lãnh đạo của Mặt trận Nhân dân, Ekhtibar Mamedov, đã đề nghị các quan chức điện Kremlin xuất hiện trên truyền hình Azerbaijan lúc 8 giờ tối công bố Bí thư thứ nhất Đảng Cộng sản Azerbaijan, Abdurrahman Vazirov, sẽ ra đi và không có việc quân đội sẽ xâm nhập Baku để khôi phục lại trật tự.
Nhưng thay vào đó, nguồn cung cấp điện cho đài truyền hình Azerbaijan và đài phát thanh quốc gia đã bị các nhân viên tình báo phá bằng chất nổ lúc 7 giờ 15 tối để cắt không cho bất kỳ nguồn thông tin nào được truyền tới dân chúng. Truyền hình và đài phát thanh đã im tiếng và tất cả các phương tiện truyền thông in trên giấy đã bị cấm. Tuy nhiên, Mirza Khazar và toán nhân viên của ông tại Đài châu Âu Tự do/Đài Tự do đã thành công trong việc phát sóng các báo cáo hàng ngày từ Baku, trở thành nguồn tin tức duy nhất cho những người Azerbaijan bên trong và bên ngoài nước trong nhiều ngày. Lãnh đạo điện Kremli đã cố gắng hết sức để bưng bít không cho dân Azerbaijan và thế giới bên ngoài biết về cuộc xâm lược quân sự, nhưng Mirza Khazar và toán nhân viên của ông đã phá vỡ nỗ lực này. Nhờ Mirza Khazar và toán nhân viên của ông ở Đài châu Âu Tự do, người dân Azerbaijan trong và ngoài nước, cũng như cộng đồng quốc tế, biết được cuộc xâm lược của Liên Xô và đã có được cơ hội để tổ chức các hành động phản đối. Bị sốc bởi sự loan tin gây ngạc nhiên này, chính phủ Liên Xô đã chính thức phàn nàn Hoa Kỳ về việc loan tin cuộc xâm lăng quân sự Azerbaijan của Đài phát thanh châu Âu Tự do. Các cuộc phát thanh về ngày 20.1.1990 đã làm cho Mirza Khazar trở thành một nhân vật huyền thoại trong số người Azerbaijan bên trong và bên ngoài nước. Malahat Aghajanqizi, một nữ thi sĩ và nhà văn nổi tiếng người Azerbaijan, đã mô tả sự xuất hiện của Mirza Khazar trên đài phát thanh vào thời điểm xâm lăng quân sự của Liên Xô như sau: "Ngày 20.1.1990, Mirza Khazar với giọng nói thiên phú tuyệt vời, đã mang lại hy vọng cho nhân dân Azerbaijan đang hấp hối".

## Sự đánh giá
Một khóa họp của Xô Viết tối cao Cộng hòa Xã hội chủ nghĩa Xô Viết Azerbaijan được tổ chức ngày 22 tháng 1 năm 1990 theo yêu cầu của quần chúng và do sáng kiến của một nhóm nghị sĩ. Khóa họp đã cố gắng để đánh giá bước đầu biến cố ngày 20 tháng Giêng (1990) và thông qua một số tài liệu lên án hoạt động đàn áp của quân đội Liên Xô.
Hội Memorial (một tổ chức Nhân quyền Nga) và Helsinki Watch (tổ chức Theo dõi Nhân quyền Phần Lan) đã báo cáo trong tháng 5 năm 1991 là họ đã tìm thấy bằng chứng thuyết phục rằng việc áp đặt tình trạng khẩn cấp đã dẫn đến hành vi vi phạm không có cơ sở các quyền tự do công dân và rằng quân đội Liên Xô đã sử dụng sức mạnh phi lý dẫn đến nhiều cái chết. Điều này bao gồm việc sử dụng xe bọc thép, lưỡi lê và bắn vào xe cứu thương có mang dấu (chữ thập) rõ ràng.
Báo cáo của Tổ chức Theo dõi Nhân quyền mang tên "Tháng Giêng đen ở Azerbaijan", nói rằng: "Quả thực, bạo lực do quân đội Liên Xô sử dụng vào đêm 19-20 tháng 2 là quá đáng so với sự kháng cự của những người Azerbaijan, tạo thành một hành động trừng phạt tập thể. Vì các quan chức Liên Xô đã tuyên bố công khai rằng mục đích sự can thiệp của quân đội Xô Viết là để ngăn chặn việc phe đối lập có tinh thần dân tộc, không cộng sản lật đổ chính quyền cộng sản thống trị của Cộng hòa Azerbaijan, nên sự trừng phạt do binh lính Liên Xô thực hiện ở Baku có thể được coi như là một cảnh cáo cho những người theo chủ nghĩa dân tộc, không chỉ ở Azerbaijan, mà còn ở các nước cộng hòa khác của Liên Xô".
"Những sự kiện tiếp theo ở các nước cộng hòa vùng Baltic - nơi có sự tương đương đáng kể so với các sự kiện ở Baku – thì việc rối loạn dân sự đã được vin vào để biện minh cho việc can thiệp bằng bạo lực của quân đội Xô Viết; tiếp tục khẳng định rằng Chính phủ Liên Xô đã tỏ ra họ sẽ đối phó một cách tàn nhẫn với các phong trào dân tộc" báo cáo của Tổ chức Theo dõi Nhân quyền viết tiếp.
Bài xã luận của báo Wall Street Journal ngày 4 tháng 1 năm 1995 cho rằng Gorbachev đã chọn việc sử dụng bạo lực chống lại việc Azerbaijan tìm kiếm độc lập. Trong khi một năm sau, báo chí thế giới chỉ trích Gorbachev về các cuộc tàn sát thô bạo các thường dân trong Sự kiện tháng Giêng 1991 ở Litva và Sự kiện tháng Giêng 1991 ở Latvia, thì quần chúng Azerbaijan cay đắng về sự im lặng của các phương tiện truyền thông thế giới về các lệnh của Gorbachev một năm trước, trong tháng Giêng đen.

### Độc lập
Ngày 18.10.1991, nghị viện Azerbaijan đã phục hồi nền độc lập của đất nước. Gorbachev sau đó đã xin lỗi Azerbaijan khi nói: "Việc tuyên bố tình trạng kẩn cấp ở Baku là sự sai lầm lớn nhất trong sự nghiệp chính trị của tôi". Năm 1994, Quốc hội Azerbaijan đã biểu quyết thông qua một sự đánh giá đầy đủ về chính trị và pháp lý sự kiện tháng Giêng đen. Theo sắc lệnh của tổng thống Azerbaijan Heydar Aliyev ngày 16.12.1999, mọi nạn nhân trong vụ đàn áp tháng Giêng đen đều được tặng danh hiệu danh dự "Người tử đạo 20 tháng Giêng" (tiếng Azerbaijani: 20 yanvar şəhidi).
Ngày 20 tháng Giêng được kỷ niệm như ngày Tử vì đạo (hoặc theo nghĩa đen: "ngày đau thương toàn quốc") ở Azerbaijan.